# Ахтанізовське сільське поселення
Ахтані́зовське сільське́ посе́лення (рос. Ахтанизовское сельское поселение) — муніципальне утворення у складі Темрюцького району Краснодарського краю, Російська Федерація. Адміністративний центр — станиця Ахтанізовська.

## Географічне положення
Сільське поселення розташоване на півночі Таманського півострова. На півночі має вихід до Темрюцької затоки Азовського моря, на півдні — до Ахтанізовського лиману дельти річки Кубань. На сході межує з Голубицьким сільським поселенням, на заході — із Запорозьким, на південному заході — із Сінним сільським поселенням.

## Населення
Населення — 4690 осіб (2010).

## Склад
До складу поселення входять такі населені пункти:
| Населений пункт        | Населення, осіб (2010) |
| ---------------------- | ---------------------- |
| Ахтанізовська, станиця | 3254                   |
| За Родину, селище      | 660                    |
| Пересип, селище        | 776                    |

## Господарство
У поселенні розвинені рибальство та рибництво, тут збудовано декілька риборозплідників. На східному краю гори Тіздар біля селища За Родину, знаходиться оздоровчий комплекс «Островок Здоровья», створений на базі голубої глини Тіздарського родовища та місцевого грязьового вулкана. Селища За Родину та Пересип є туристичними центрами, тут збудовано численні бази відпочинку та готельні комплекси на березі Азовського моря.
Через сільське поселення проходить автомобільна траса М25, ділянка Темрюк — Порт Кавказ. У селищі Пересип збудовано маяк при вході до гавані порту Темрюка.